# Aeropuerto Port Bouet
El Aeropuerto Port Bouet (IATA: ABJ, OACI: DIAP), también conocido como Aeropuerto Internacional Félix Houphouët-Boigny, está ubicado en Abiyán, Costa de Marfil, África.

## Aerolíneas y destinos
Estas son las aerolíneas y destinos:
| Aerolíneas            | Destinos |
| --------------------- | --- |
| Air Algérie           | Argel |
| Air Burkina           | Acra, Bobo-Dioulasso, Uagadugú |
| Air Côte d'Ivoire     | Abuya, Acra, Bamako, Bisáu, Bouaké, Brazzaville, Casablanca, Conakri, Cotonú, Dakar–Diass, Kinsasa–N'djili, Korhogo, Lagos, Libreville, Lomé, Man, Monrovia–Roberts, Niamey, Odienné, Uagadugú, Pointe-Noire, San Pédro, Yaundé |
| Air France            | París–Charles de Gaulle |
| Air Peace             | Lagos |
| Air Senegal           | Dakar–Diass |
| ASKY Airlines         | Lomé |
| Azul Linhas Aéreas    | Campinas |
| Corsair International | París–Orly |
| Egyptair              | El Cairo (inicia 10 de julio de 2024) |
| Emirates              | Acra, Dubái–Internacional |
| Ethiopian Airlines    | Adis Abeba, Conakri, Nueva York–JFK |
| Kenya Airways         | Nairobi–Jomo Kenyatta |
| LATAM Brasil          | São Paulo-GRU |
| Mauritania Airlines   | Bamako, Nuakchot |
| Middle East Airlines  | Beirut, Lagos |
| Qatar Airways         | Acra, Doha |
| Royal Air Maroc       | Casablanca |
| South African Airways | Acra, Johannesburgo–O. R. Tambo |
| TAP Air Portugal      | Lisboa |
| Tunisair              | Niamey, Uagadugú, Túnez |
| Turkish Airlines      | Cotonú, Estambul |

### Aerolíneas de carga
| Aerolíneas      | Destinos                      |
| --------------- | ----------------------------- |
| Cargolux        | Acra                          |
| Ethiopian Cargo | Adis Abeba, Libreville, Lieja |
| Swiftair        | Acra, Lagos                   |

## Accidentes e incidentes
Estos son los accidentes:
- 23 de noviembre de 1996: Los secuestradores forzaron el vuelo 961 de Ethipoian Airlines, el límite de Mumbai y Adís Abaeba a Abiyán con muchas personas, para estrellarse en El Océano Índico.
- 30 de enero de 2000: Vuelo 431 de Kenya Airways fue pensado originalmente volar de Nairobi a Lagos a Abiyán, pero al vuelo desvió a Abiyán. El avión golpeó el agua después de despegue a Lagos.
- 5 de mayo de 2007: Vuelo 507 de Kenya Airways originado en Abiyán y había parado en Douala. Después del despegue de Douala el avión se estrelló.